# 《时时刻刻》获奖名单
《时时刻刻》是斯蒂芬·达尔德里导演、戴维·黑尔编剧的2002年美国劇情片，根据麥可·康寧漢的同名小说改编，讲述小说《达洛维夫人》对三名不同时代女子人生的影响。妮可·基嫚扮演1923年创作小说的作者弗吉尼亚·吴尔夫，茱莉安·摩爾饰演20世纪50年代颇有自杀倾向的家庭主妇，梅麗·史翠普饰演现代女子，为艾德·哈里斯诠释的诗人朋友理查德承办聚会。影片2002年12月25日首映，27日开始限量发行，2003年1月14日在北美全面上映，以2500万美元估计预算取得1.08亿美元全球票房。
电影上映后入围众多奖项，电影整体、编剧、菲利普·格拉斯作曲的配乐，以基嫚、摩爾、史翠普为主的各演员表演尤获认可。《时时刻刻》获第75届奥斯卡金像奖九项提名，基嫚摘得影后桂冠。影片在第56届英国电影学院奖角逐入围11项并拿下两项，第60屆金球獎入围七项，同样胜出两项，还在阿曼达奖入围最佳外国电影。
基嫚、摩爾、史翠普在柏林国际电影节并列获最佳女演員銀熊獎，剪辑师彼得·博伊尔因本片获美国剪辑师工会提名，选角总监丹尼尔·斯威获美国选角协会最佳剧情片选角奖。德國電影獎授予《时时刻刻》最佳外国电影奖，GLAAD媒體獎提名本片最佳大范围上映电影。洛杉磯影評人協會向摩尔颁发最佳女主角奖，史翠普获LGBT导向的Outfest电影节颁发最佳女主角奖。
电影在卫星奖与美國演員工會獎各入围四项，提名五项温哥华影评人协会奖有三项胜出，其中包括東妮·克莉蒂所获最佳女配角。南加州大学向黑尔和坎宁安授予南加州大学编剧奖最佳编剧，美国编剧工会授予黑尔最佳改编剧本奖，伦敦影评人协会向他颁发英国年度编剧奖。

## 荣誉
| 机构                    | 颁奖日期       | 奖项                     |                                           | 结果 | 参考          |
| ----------------------- | -------------- | ------------------------ | ----------------------------------------- | ---- | ------------- |
| 美国退休人士协会        | 2003年3月11日  | 成人观众最佳电影         | 《时时刻刻》                              | 提名 | [ 5 ] [ 6 ]   |
| 美国退休人士协会        | 2003年3月11日  | 最佳编剧                 | 戴维·黑尔                                 | 獲獎 | [ 5 ] [ 6 ]   |
| 美国退休人士协会        | 2003年3月11日  | 最佳跨世代影片           | 《时时刻刻》                              | 提名 | [ 5 ] [ 6 ]   |
| 奥斯卡金像奖            | 2003年3月23日  | 最佳影片                 | 斯科特·魯丁、罗伯特·福克斯                | 提名 | [ 7 ] [ 8 ]   |
| 奥斯卡金像奖            | 2003年3月23日  | 最佳导演                 | 斯蒂芬·达尔德里                           | 提名 | [ 7 ] [ 8 ]   |
| 奥斯卡金像奖            | 2003年3月23日  | 最佳原著改编             | 戴维·黑尔                                 | 提名 | [ 7 ] [ 8 ]   |
| 奥斯卡金像奖            | 2003年3月23日  | 最佳女主角               | 妮可·基德曼                               | 獲獎 | [ 7 ] [ 8 ]   |
| 奥斯卡金像奖            | 2003年3月23日  | 最佳女配角               | 茱莉安·摩爾                               | 提名 | [ 7 ] [ 8 ]   |
| 奥斯卡金像奖            | 2003年3月23日  | 最佳男配角               | 艾德·哈里斯                               | 提名 | [ 7 ] [ 8 ]   |
| 奥斯卡金像奖            | 2003年3月23日  | 最佳剪辑                 | 彼得·博伊尔                               | 提名 | [ 7 ] [ 8 ]   |
| 奥斯卡金像奖            | 2003年3月23日  | 最佳服装设计             | 安·罗斯                                   | 提名 | [ 7 ] [ 8 ]   |
| 奥斯卡金像奖            | 2003年3月23日  | 最佳原创配乐             | 菲利普·格拉斯                             | 提名 | [ 7 ] [ 8 ]   |
| 阿曼达奖                | 2003年8月22日  | 最佳外国电影             | 《时时刻刻》                              | 獲獎 | [ 9 ]         |
| 美国剪辑师工会          | 2003年2月23日  | 最佳剧情片剪辑           | 彼得·博伊尔                               | 提名 | [ 10 ]        |
| 美国电影学会            | 2002年12月16日 | 年度十大佳片             | 《时时刻刻》                              | 獲獎 | [ 11 ]        |
| 藝術指導工會            | 2003年2月22日  | 最佳当代电影艺术指导     | 《时时刻刻》                              | 提名 | [ 12 ]        |
| 澳大利亚电影学院        | 2003年11月21日 | 最佳外国电影             | 《时时刻刻》                              | 提名 | [ 13 ]        |
| 柏林国际电影节          | 2003年2月6日   | 金熊奖                   | 《时时刻刻》                              | 提名 | [ 14 ]        |
| 柏林国际电影节          | 2003年2月6日   | 最佳女演員銀熊獎         | 妮可·基德曼、朱丽安·摩尔、梅麗·史翠普     | 獲獎 | [ 14 ]        |
| 波迪獎                  | 2004年3月7日   | 最佳美国电影             | 《时时刻刻》                              | 提名 | [ 15 ]        |
| 波士頓影評人協會        | 2002年12月15日 | 最佳女配角               | 東妮·克莉蒂                               | 獲獎 | [ 16 ]        |
| 波士頓影評人協會        | 2002年12月15日 | 最佳男配角               | 约翰·C·赖利                               | 提名 | [ 16 ]        |
| 英国电影学院奖          | 2003年2月23日  | 最佳影片                 | 《时时刻刻》                              | 提名 | [ 17 ]        |
| 英国电影学院奖          | 2003年2月23日  | 最佳英国电影             | 《时时刻刻》                              | 提名 | [ 17 ]        |
| 英国电影学院奖          | 2003年2月23日  | 最佳导演                 | 斯蒂芬·达尔德里                           | 提名 | [ 17 ]        |
| 英国电影学院奖          | 2003年2月23日  | 最佳改编剧本             | 戴维·黑尔                                 | 提名 | [ 17 ]        |
| 英国电影学院奖          | 2003年2月23日  | 最佳女主角               | 妮可·基德曼                               | 獲獎 | [ 17 ]        |
| 英国电影学院奖          | 2003年2月23日  | 最佳女主角               | 梅麗·史翠普                               | 提名 | [ 17 ]        |
| 英国电影学院奖          | 2003年2月23日  | 最佳男配角               | 艾德·哈里斯                               | 提名 | [ 17 ]        |
| 英国电影学院奖          | 2003年2月23日  | 最佳女配角               | 朱丽安·摩尔                               | 提名 | [ 17 ]        |
| 英国电影学院奖          | 2003年2月23日  | 最佳剪辑                 | 彼得·博伊尔                               | 提名 | [ 17 ]        |
| 英国电影学院奖          | 2003年2月23日  | 最佳电影音乐             | 菲利普·格拉斯                             | 獲獎 | [ 17 ]        |
| 英国电影学院奖          | 2003年2月23日  | 最佳化妆                 | 乔·艾伦、康纳·奥沙利文、伊凡娜·普里莫拉克 | 提名 | [ 17 ]        |
| 評論家選擇協會          | 2003年1月17日  | 最佳影片                 | 《时时刻刻》                              | 提名 | [ 18 ]        |
| 評論家選擇協會          | 2003年1月17日  | 最佳女主角               | 妮可·基德曼                               | 提名 | [ 18 ]        |
| 評論家選擇協會          | 2003年1月17日  | 最佳集体演出             | 《时时刻刻》                              | 提名 | [ 18 ]        |
| 評論家選擇協會          | 2003年1月17日  | 最佳配乐                 | 菲利普·格拉斯                             | 提名 | [ 18 ]        |
| 美国选角协会            | 2003年10月9日  | 最佳剧情片选角           | 丹尼尔·斯威                               | 獲獎 | [ 19 ]        |
| 凯撒电影奖              | 2004年2月21日  | 最佳外国电影             | 《时时刻刻》                              | 提名 | [ 20 ]        |
| 芝加哥影评人协会        | 2003年1月8日   | 最佳女主角               | 妮可·基德曼                               | 提名 | [ 21 ]        |
| 芝加哥影评人协会        | 2003年1月8日   | 最佳女配角               | 朱丽安·摩尔                               | 提名 | [ 21 ]        |
| 芝加哥影评人协会        | 2003年1月8日   | 最佳原创配乐             | 菲利普·格拉斯                             | 提名 | [ 21 ]        |
| 达拉斯—沃斯堡影评人协会 | 2003年1月6日   | 最佳女主角               | 妮可·基德曼                               | 提名 | [ 22 ]        |
| 达拉斯—沃斯堡影评人协会 | 2003年1月6日   | 最佳男配角               | 艾德·哈里斯                               | 提名 | [ 22 ]        |
| 德國電影獎              | 2003年6月6日   | 最佳外国电影             | 《时时刻刻》                              | 獲獎 | [ 23 ]        |
| 美国导演工会奖          | 2003年3月1日   | 最佳长片导演             | 斯蒂芬·达尔德里                           | 提名 | [ 24 ]        |
| 标准晚报英国电影奖      | 2004年2月1日   | 技术成就奖               | 西默斯·麥葛維                             | 獲獎 | [ 25 ]        |
| GLAAD媒體獎             | 2003年5月31日  | 最佳大范围上映电影       | 《时时刻刻》                              | 獲獎 | [ 26 ]        |
| 金球獎                  | 2003年1月19日  | 最佳影片（正剧类）       | 《时时刻刻》                              | 獲獎 | [ 27 ] [ 28 ] |
| 金球獎                  | 2003年1月19日  | 最佳导演                 | 斯蒂芬·达尔德里                           | 提名 | [ 27 ] [ 28 ] |
| 金球獎                  | 2003年1月19日  | 最佳编剧                 | 戴维·黑尔                                 | 提名 | [ 27 ] [ 28 ] |
| 金球獎                  | 2003年1月19日  | 最佳电影女主角（正剧类） | 妮可·基德曼                               | 獲獎 | [ 27 ] [ 28 ] |
| 金球獎                  | 2003年1月19日  | 最佳电影女主角（正剧类） | 梅麗·史翠普                               | 提名 | [ 27 ] [ 28 ] |
| 金球獎                  | 2003年1月19日  | 最佳电影女配角           | 艾德·哈里斯                               | 提名 | [ 27 ] [ 28 ] |
| 金球獎                  | 2003年1月19日  | 最佳原创配乐             | 菲利普·格拉斯                             | 提名 | [ 27 ] [ 28 ] |
| 金预告片奖              | 2003年3月13日  | 最佳剧情片               | 《时时刻刻》与吉阿罗诺莫制片              | 獲獎 | [ 29 ]        |
| 金预告片奖              | 2003年3月13日  | 最佳节目预告片           | 《时时刻刻》与吉阿罗诺莫制片              | 提名 | [ 29 ]        |
| 葛萊美獎                | 2004年2月8日   | 最佳视觉媒体配乐         | 菲利普·格拉斯                             | 提名 | [ 30 ]        |
| 伦敦影评人协会          | 2004年2月11日  | 年度电影                 | 《时时刻刻》                              | 提名 | [ 31 ] [ 32 ] |
| 伦敦影评人协会          | 2004年2月11日  | 年度英国电影             | 《时时刻刻》                              | 提名 | [ 31 ] [ 32 ] |
| 伦敦影评人协会          | 2004年2月11日  | 英国年度导演             | 斯蒂芬·达尔德里                           | 提名 | [ 31 ] [ 32 ] |
| 伦敦影评人协会          | 2004年2月11日  | 英国年度编剧             | 戴维·黑尔                                 | 獲獎 | [ 31 ] [ 32 ] |
| 伦敦影评人协会          | 2004年2月11日  | 年度男演员               | 艾德·哈里斯                               | 提名 | [ 31 ] [ 32 ] |
| 伦敦影评人协会          | 2004年2月11日  | 年度英国男配角           | 斯蒂芬·迪蘭                               | 提名 | [ 31 ] [ 32 ] |
| 洛杉磯影評人協會        | 2002年12月15日 | 最佳女主角               | 朱丽安·摩尔                               | 獲獎 | [ 33 ] [ 34 ] |
| 洛杉磯影評人協會        | 2002年12月15日 | 最佳配乐                 | 菲利普·格拉斯                             | 提名 | [ 33 ] [ 34 ] |
| 國家評論協會            | 2002年12月4日  | 最佳影片                 | 《时时刻刻》                              | 獲獎 | [ 35 ]        |
| Outfest电影节           | 2003年7月21日  | 最佳女主角               | 梅麗·史翠普                               | 獲獎 | [ 4 ]         |
| 羅伯獎                  | 2004年2月1日   | 最佳美国电影             | 《时时刻刻》                              | 獲獎 | [ 36 ]        |
| 卫星奖                  | 2003年1月12日  | 最佳剧情片               | 《时时刻刻》                              | 提名 | [ 37 ]        |
| 卫星奖                  | 2003年1月12日  | 最佳导演                 | 斯蒂芬·达尔德里                           | 提名 | [ 37 ]        |
| 卫星奖                  | 2003年1月12日  | 最佳女主角               | 妮可·基德曼                               | 提名 | [ 37 ]        |
| 卫星奖                  | 2003年1月12日  | 最佳女主角               | 梅麗·史翠普                               | 提名 | [ 37 ]        |
| 卫星奖                  | 2003年1月12日  | 最佳女配角               | 朱丽安·摩尔                               | 提名 | [ 37 ]        |
| 美國演員工會獎          | 2003年3月9日   | 最佳女主角               | 妮可·基德曼                               | 提名 | [ 38 ]        |
| 美國演員工會獎          | 2003年3月9日   | 最佳男配角               | 艾德·哈里斯                               | 提名 | [ 38 ]        |
| 美國演員工會獎          | 2003年3月9日   | 最佳女配角               | 朱丽安·摩尔                               | 提名 | [ 38 ]        |
| 美國演員工會獎          | 2003年3月9日   | 最佳电影群体演出         | 《时时刻刻》                              | 提名 | [ 38 ]        |
| 多伦多影评人协会        | 2003年1月30日  | 最佳改编剧本             | 戴维·黑尔                                 | 提名 | [ 39 ]        |
| 南加州大学              | 2003年3月15日  | 最佳编剧                 | 戴维·黑尔、麥可·康寧漢                    | 獲獎 | [ 40 ]        |
| 温哥华影评人协会        | 2003年1月30日  | 最佳影片                 | 《时时刻刻》                              | 獲獎 | [ 41 ] [ 42 ] |
| 温哥华影评人协会        | 2003年1月30日  | 最佳导演                 | 斯蒂芬·达尔德里                           | 獲獎 | [ 41 ] [ 42 ] |
| 温哥华影评人协会        | 2003年1月30日  | 最佳女主角               | 妮可·基德曼                               | 提名 | [ 41 ] [ 42 ] |
| 温哥华影评人协会        | 2003年1月30日  | 最佳女主角               | 梅麗·史翠普                               | 提名 | [ 41 ] [ 42 ] |
| 温哥华影评人协会        | 2003年1月30日  | 最佳女配角               | 東妮·克莉蒂                               | 獲獎 | [ 41 ] [ 42 ] |
| 世界电影原声学会        | 2003年10月11日 | 年度最佳原创配乐         | 菲利普·格拉斯                             | 提名 | [ 43 ] [ 44 ] |
| 世界电影原声学会        | 2003年10月11日 | 最佳配乐作曲家           | 菲利普·格拉斯                             | 提名 | [ 43 ] [ 44 ] |
| 美国编剧工会奖          | 2003年3月8日   | 最佳改编剧本             | 戴维·黑尔                                 | 獲獎 | [ 45 ]        |